# Francis Seymour-Conway (3e marquis d'Hertford)
Francis Charles Seymour-Conway, 3e marquis d'Hertford (11 mars 1777-1er mars 1842), titré vicomte Beauchamp entre 1793 et 1794 et comte de Yarmouth entre 1794 et 1822, est un homme politique conservateur britannique et collectionneur d'art.

## Biographie
Il est le fils de Francis Seymour-Conway, 2e marquis de Hertford, et de sa seconde épouse Isabella Anne Ingram, fille de Charles Ingram (9e vicomte d'Irvine).
Il est député de Orford de 1797 à 1802, de Lisburn de 1802 à 1812, d'Antrim de 1812 à 1818 et de Camelford de 1820 à 1822. En mars 1812, il est admis au Conseil privé et nommé vice-chambellan de la maison sous Spencer Perceval. Il continue à occuper ce poste lorsque Lord Liverpool devient Premier ministre en mai 1812 après l'assassinat de Perceval, mais y renonce en juillet de la même année et est nommé Lord Warden of the Stannaries, poste qu'il occupe jusqu'à sa mort. Il succède à son père comme marquis en 1822. La même année, il est également fait chevalier de la jarretière et nommé vice-amiral du Suffolk, poste qu'il conserve jusqu'à sa mort.
Il est également un collectionneur d'art considérable, tout comme son fils et son petit-fils; plusieurs de ses tableaux font partie de la Wallace collection qu'ils ont fondée.
Il est un joueur de cricket amateur qui fait trois apparitions connues dans des matchs de cricket de première classe de 1797 à 1799. Il est principalement associé aux équipes du Surrey et est membre du Marylebone Cricket Club (MCC).
Il est décédé en mars 1842, à l'âge de 64 ans, et son fils aîné, Richard, lui succède. La marquise de Hertford est décédée en mars 1856, à l'âge de 84 ans.

## Famille

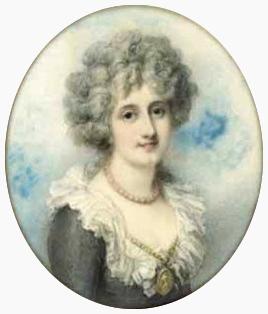
Maria Emilia Fagnani

Lord Hertford épouse Maria Emilia Fagnani, réputée fille illégitime de William Douglas (4e duc de Queensberry) et d'une aristocrate italienne mariée, la marquise Fagnani, le 18 mai 1798. Ils ont trois enfants: 
- Francis Maria Seymour-Conway (décédée en 1822)
- Capitaine Richard Seymour-Conway, 4e marquis d'Hertford (1800–1870)
- Henry Seymour-Conway (1805–1859)

Il est le prototype du personnage du marquis de Monmouth dans le roman Coningsby de Benjamin Disraeli en 1844 et de Lord Steyne dans le Roman-feuilleton Vanity Fair de William Makepeace Thackeray en 1847-1888. L'illustration du marquis de Thackeray pour le numéro 11 est considérée comme ayant une telle ressemblance avec Hertford que la menace de poursuites pour diffamation a empêché la publication. Au cours des dernières années de Hertford, il aurait vécu avec une suite de prostituées et l'instabilité mentale qui a frappé plusieurs membres de sa famille est devenue perceptible.